# Грабники (Гомельская область)
Грабники (бел. Грабнікі) — посёлок в Новосёлковском сельсовете Петриковского района Гомельской области Белоруссии.

## География
В 52 км на север от Петрикова, 41 км от железнодорожной станции Муляровка (на линии Лунинец — Калинковичи), 203 км от Гомеля.
На западе граничит с лесом.

## История
Основан в начале 1920-х годов переселенцами из соседних деревень. В 1931 году организован колхоз. Во время Великой Отечественной войны партизаны разгромили опорный пункт, созданный оккупантами в посёлке. 14 жителей погибли на фронте. Согласно переписи 1959 года в составе совхоза «Новосёлки» (центр — деревня Новосёлки). Планировка состоит из прямолинейной меридиональной улицы, застроенной деревянными усадьбами.

## Население
- 1959 год — 120 жителей (согласно переписи).
- 2004 год — 17 хозяйств, 32 жителя.

## Транспортная сеть
Транспортные связи по просёлочной, затем автомобильной дороге Комаровичи — Копаткевичи.